# Robert Lowie
Robert Harry Lowie (nato Robert Heinrich Löwe) (Vienna, 12 giugno 1883 – Berkeley, 21 settembre 1957) è stato un antropologo statunitense.
Nato a Vienna, Lowie studiò sotto la guida di Franz Boas alla Columbia University di New York. Collaboratore e ricercatore presso l'American Museum of Natural History fino al 1921, venne nominato in quell'anno professore di Antropologia all'Università della California di Berkeley. Il suo principale campo di ricerca furono gli Indiani delle Pianure e Praterie e specialmente i Crow, ai quali dedicò una classica monografia del 1935.

## Opere
- Cultura ed etnologia, Casini, Roma, 1968 (ed. or. 1917)
- Social Organization, Routledge & Kegan Paul, London, 1950
- Storia della teoria etnologica, Ei Editori, Roma, 1996 (ed. or. 1937)
- The Crow Indians, New York, Rineheart, 1935